# Odznaka Honorowa Wrocławia
Odznaka Honorowa Wrocławia – polskie odznaczenie samorządowe, przyznawane za zasługi w działalności publicznej na rzecz rozwoju Wrocławia.

## Charakterystyka
Odznaczenie zostało ustanowione uchwałą Rady Miejskiej Wrocławia z 21 stycznia 2016 roku. Odznaka może być nadana obywatelom RP oraz cudzoziemcom, a także osobom prawnym oraz innym organizacjom i instytucjom. 
Odznaka nadawana jest przez prezydenta Wrocławia po zasięgnięciu przez niego opinii Konwentu Odznaki. Zgodnie z regulaminem odznaki z wnioskiem o przyznanie odznaczenia mogą wystąpić: prezydent Wrocławia, przewodniczący Rady Miejskiej, stała komisja Rady Miejskiej lub co najmniej 50 mieszkańców Wrocławia.
Odznaka podzielona jest na trzy stopnie:
- I stopień – Złota Odznaka Honorowa Wrocławia
- II stopień – Srebrna Odznaka Honorowa Wrocławia
- III stopień – Brązowa Odznaka Honorowa Wrocławia

## Wygląd
Odznakę stanowi medal o średnicy 36 milimetrów, wykonany z metalu koloru złotego, srebrnego lub brązowego. Na awersie widnieje herb Wrocławia, okolony napisem „WROCŁAW Z WDZIĘCZNOŚCIĄ”, Na rewersie znajduje się symbol graficzny słońca w otoku wzorowanym na projekcie zegara z wrocławskiego ratusza, okolony napisem „WRATISLAVIA  GRATO  ANIMO”. Istnieje także miniaturka odznaczenia o średnicy 18 milimetrów.

## Odznaczeni
Po raz pierwszy odznaki wręczono 16 grudnia 2016 roku. Do pierwszych osób odznaczonych odznaką należeli: kard. Henryk Gulbinowicz, prof. Ewa Michnik,  i Ewa Grygar (2016) oraz Stanisław Huskowski, Katarzyna Hawrylak-Brzezowska i Tadeusz Nestorowicz (2017).